# 17 знову
«17 знову» — комедійний фільм 2009 року.

## Сюжет
Сімнадцятирічний Майкл О'Доннел мав шанс на блискуче майбутнє — він був спортивною зіркою своєї школи, стипендіатом, відмінником і попереду у нього був коледж. Але заради кохання він змінив плани, і вступив до шлюбу зі своєю вагітною подружкою Скарлет. Сумніви, чи не помилився тоді він з життєвим вибором, переслідували його 20 років.

## У ролях
| Актор              | Роль                           |
| ------------------ | ------------------------------ |
| Зак Ефрон          | Майкл О'Доннел, 17 років       |
| Меттью Перрі       | Майкл О'Доннел, 37 років       |
| Леслі Манн         | Скарлет, 37 років              |
| Еллісон Міллер     | Скарлет, 17 років              |
| Томас Леннон       | Нед Голд                       |
| Мішель Трехтенберґ | Меггі О'Доннел                 |
| Стерлінг Найт      | Алекс О'Доннел                 |
| Мелора Гардін      | директор школи Джейн Мастерсон |
| Гантер Перріш      | Стен                           |
| Катерина Ґрем      | Джеймі                         |
| Мелісса Ордвей     | Лорен                          |
| Тія Сіркар         | Саманта                        |
| Джим Геффіген      | тренер Мерфі                   |
| Ванесса Лі Честер  | черлідерка #1                  |